# Santiago Cortés
Santiago Cortés Méndez (19 gennaio 1945 – Los Angeles, 25 luglio 2011) è stato un calciatore salvadoregno, di ruolo difensore.

## Carriera
Prese parte con la Nazionale salvadoregna ai Mondiali del 1970.